# Одноралов, Николай Иванович
Николай Иванович Однора́лов (1897—1970) — советский врач-анатом, педагог, организатор здравоохранения.

## Биография
Родился 20 ноября (2 декабря) 1897 года в Новочеркасске (ныне Ростовская область) в семье служащих.
Окончил с золотой медалью Новочеркасскую гимназию имени атамана М. И. Платова и медицинский факультет РГУ (1923). Ассистент кафедры анатомии там же (1923—1933). Заведующий кафедрой нормальной анатомии, одновременно директор ДагМИ (1933—1940). Заведующий кафедрой нормальной анатомии (с 1940 года), ректор ВГМИ (1954—1963). Доктор медицинских наук (1939), профессор (1939).
Умер 21 июня 1970 года. Похоронен в Воронеже на Коминтерновском кладбище.

## Труды
Автор 65 научных работ по морфологии периферической нервной системы, сосудов, сегментарному строению паренхиматозных органов. Однораловым разработана методика импрегнации нервов азотнокислым серебром с помощью постоянного электрического тока, в том числе книги: «Топография мышц» (Чита, 1965).
Памяти Одноралова посвящен сборник научных работ (1971).